# U.S. Bank Tower
U. S. Bank Tower, dříve Library Tower, postavený jako First Interstate World Center, je mrakodrap nacházející se na 633 West Fifth Street v downtown Los Angeles. Je dvacátou druhou nejvyšší budovou ve Spojených státech, 3. nejvyšším severoamerickým mrakodrapem západně od řeky Mississippi, 3. nejvyšší budovou v Kalifornii a do roku 2010 byla nejvyšší budovou s helipadem na svém vrcholu.
S výškou 310,3 m byl v prosinci 2009 39. nejvyšší budovou na světě. Do dostavby Tchaj-pej 101 byl také nejvyšší budovou v seismicky aktivní oblasti; jeho konstrukce byla navržena s odolností proti zemětřesení až do síly 8,3 Richterovy stupnice. U.S. Bank Tower má 73 nadzemních podlaží a dvě podzemní, kde jsou umístěna parkoviště. Stavba začala v roce 1987, dokončena byla o dva roky později. Budovu navrhl Henry N. Cobb z firmy Pei Cobb Freed & Partners. Stavbu zajišťovala společnost CBM Engineers Inc. a náklady činily 350 milionů dolarů. Hlavními nájemci prostor jsou White & Case a US Bank.

## Zajímavosti
U.S. Bank Tower je druhá nejvyšší budova hry Grand Theft Auto: San Andreas. Nachází se v Los Santos a na jejím vrcholu po dokončení hry parkuje vrtulník.
Budova má na vrcholku skleněnou část která může barevně svítit:
- bíle (každý den)
- červeně a zeleně při vánočních prázdninách
- červeně a bíle na den sv. Valentýna
- červeně ,bíle a modře na den nezávislosti a den veteránů
- oranžově na Halloween
- červeně ,žlutě ,zeleně ,modře a fialově při letních olympijských světových hrách 2015
- modře a bíle když Los Angeles Dodgers hrají postsezónu
- fialově a žlutě jestliže Los Angeles Lakers hrajou finále NBA
- černě a bíle když Los Angeles Kings hrají o Stanley Cup
- fialově pro Alzhaimrovu Asociaci
- červeně pro měsíc boje proti rakovině krve
- růžově pro mezinárodní měsíc boje proti rakovině prsou

Plánuje se výstavba restaurace a vyhlídkove části mezi 69-71 poschodím budovy a bude obsahovat vstup pro turisty cena bude 25 dolarů